# John Chilcot
John Chilcot (Surrey, 22 de abril de 1939-3 de octubre de 2021) fue un funcionario británico, miembro del Consejo Privado del Reino Unido con una destacada carrera en Her Majesty's Civil Service, donde desempeñó varios cargos, entre ellos, subsecretario de Estado permanente para el ministerio para Irlanda del Norte, entre 1990 y 1997, año en el que se jubiló.
En 2009, fue nombrado presidente de la comisión independiente creada para investigar la participación del Reino Unido en la Guerra de Irak de 2003, oficialmente The Iraq Inquiry, más conocido como el Informe Chilcot.

## Biografía
Chilcot ocupó puestos de máximo nivel en del Civil Service, incluyendo el de subsecretario de Estado adjunto del Home Office y en el ministerio para el Civil Service (Civil Service Department), donde fue  Private Secretary del director del Civil Service, William Armstrong, y en el Cabinet Office, donde fue Private Secretary de tres home secretaries, Roy Jenkins, Merlyn Rees y William Whitelaw.
Participó en varias comisiones de investigación, incluyendo la de la revisión de la seguridad para los miembros de familia real y vips, y fue nombrado miembro (Privy Counsellor) del Consejo Privado del Reino Unido en 2004.